# Línea 194A (Interurbanos Madrid)
La línea 194A de la red de autobuses interurbanos de Madrid une Buitrago del Lozoya con Rascafría.

## Características
Esta línea une Buitrago del Lozoya con municipios de la Sierra Norte situados en la carretera M-604. Sirve de complemento a la línea 194 en las horas en las que no circula. Enlaza en Buitrago del Lozoya y Lozoyuela con la línea 191 para comunicar los municipios situados en la carretera M-604 con Madrid.
Algunas expediciones entran en el municipio de Canencia, y otras continúan al Monasterio de Santa María de El Paular en Rascafría, además de combinaciones de ambas rutas.
El recorrido de la línea es exactamente idéntico a la línea 194 a su paso por la carretera M-604, exceptuando que la línea 194A se adentra en la localidad de Oteruelo del Valle, algo que la línea 194 no hace, simplemente parando en el cruce del mismo.
Hasta el 27 de agosto del 2018 la parada dentro del casco urbano de Garganta de los Montes era la 12111 - Garganta de los Montes - Ayuntamiento, pero fue trasladada a la actual 20423 - Garganta de los Montes - Calle de San Isidro, para facilitar el giro del autobús.
Desde el 3 de agosto de 2020, la línea comenzó a circular a demanda, como parte de un proyecto piloto del CRTM de mejorar la movilidad de los ciudadanos a lo largo del Valle del Lozoya. Este proyecto tuvo una duración de 12 meses. El servicio podía pedirse a través de un número de teléfono a la empresa operadora (ALSA) o a través de una aplicación móvil llamada BusDirect. Sólo se realizaban fijas la expedición de comienzo y de fin de servicio, quedando el resto del día sujeto a la demanda de los viajeros que podían pedirlo con hasta 2 horas de antelación. El servicio no tenía coste adicional y se podía utilizar los diversos métodos de pago existentes así como el uso de abonos.
El 1 de mayo del 2021 se creó una sublínea como un servicio especial que enlaza Rascafría con el Puerto de Cotos: SE Rascafría - Cotos y viceversa. Esta zona previamente solo estaba comunicada por la línea 691 y la línea 692 de autobuses interurbanos. Este nuevo servicio se creó debido al cierre temporal de la línea C-9 de Cercanías Madrid durante la Pandemia de COVID-19 aprovechando para obras de mantenimiento y mejoras.
Este nuevo recorrido estaba coordinado con los horarios de sábados laborables, domingos y festivos de la línea 194. Su duración era aproximadamente media hora.
Estuvo en circulación hasta el 4 de noviembre de 2024, fecha en la que se dio de baja y fue absorbido por la recién creada línea 819. La creación de esta línea no suponía ningún cambio de itinerario ni horarios, simplemente pretendía aclarar este servicio especial tan distinto del resto de la línea. Al no sufrir cambios de horario, la coordinación con la línea 194 y ésta no se vio alterada.
Siguiendo la numeración de líneas del CRTM, las líneas que circulan por el corredor 1 son aquellas que dan servicio a los municipios situados en torno a la A-1 y comienzan con un 1. Aquellas numeradas dentro de la decena 190 corresponden a aquellas que circulan por la Sierra Norte de Madrid. En concreto, la línea 194A indica un incremento sobre la línea 194 ya que esta no dispone de tanta frecuencia y se necesita para enlazar con Madrid en las horas en las que no circula. Esto se hace en Buitrago del Lozoya como punto central de la comarca de la Sierra Norte desde donde parten esta y otras líneas complementarias a la línea 191.
La línea mantiene los mismos horarios todo el año (exceptuando las vísperas de festivo y festivos de Navidad).
Está operada por la empresa ALSA mediante la concesión administrativa VCM-103 - Madrid - Buitrago - Rascafría (Viajeros Comunidad de Madrid) del Consorcio Regional de Transportes de Madrid.
1. ↑  «Ponemos en marcha la primera línea interurbana de autobús a demanda». Comunidad de Madrid. 3 de agosto de 2020. Consultado el 3 de noviembre de 2024.
2. ↑  «La línea 194A presta su servicio a demanda. Cartel BusDirect». CRTM. 18 de agosto de 2020. Consultado el 3 de noviembre de 2024.
3. ↑  «Horario línea 194A105 SE Cotos Ida». CRTM. 16 de septiembre de 2021. Consultado el 3 de noviembre de 2024.
4. ↑  «Horario línea 194A205 SE Cotos Vuelta». CRTM. 16 de septiembre de 2021. Consultado el 3 de noviembre de 2024.

### Material móvil
| Marca         | Modelo           | Año  | Combustible |
| ------------- | ---------------- | ---- | ----------- |
| Mercedes-Benz | Ferqui Sunset S3 | 2016 | Diésel      |
| Otokar        | Ulyso            | 2022 | Diésel      |

### Sublíneas
Aquí se recogen todas las distintas sublíneas que ha tenido la línea 194A, incluyendo aquellas dadas de baja. La denominación de sublíneas que utiliza el CRTM es la siguiente:
- Número de línea (194A)
- Sentido de circulación (1 ida, 2 vuelta)
- Número de sublínea

Por ejemplo, la sublínea 194A104 corresponde a la línea 194A, sentido 1 (ida) y el número 04 de numeración de sublíneas creadas hasta la fecha.
Las sublíneas marcadas en negrita corresponden a sublíneas que actualmente se encuentran dadas de baja.
| Ida     | Ruta | Itinerario                         | Vuelta  | Ruta | Itinerario                         |
| 194A101 | -    | Buitrago - Rascafría               | 194A201 | -    | Rascafría - Buitrago               |
| 194A102 | pc   | Buitrago - El Paular, por Canencia | 194A202 | pc   | El Paular - Buitrago, por Canencia |
| 194A103 | p    | Buitrago - El Paular               | 194A203 | p    | El Paular - Buitrago               |
| 194A104 | c    | Buitrago - Rascafría, por Canencia | 194A204 | c    | Rascafría - Buitrago, por Canencia |
| 194A105 | rc   | SE Rascafría - Cotos               | 194A205 | rc   | SE Cotos - Rascafría               |

## Horarios
Los horarios que no sean cabecera son aproximados.
| Lunes a viernes laborables              |                      |                      |                      |                      |                      |                      |                      |                      |                      |                      |                      |                      |                      |                      |                      |                      |                      |                      |                      |                      |                      |                      |                      |
| Buitrago > Rascafría                    | Buitrago > Rascafría | Buitrago > Rascafría | Buitrago > Rascafría | Buitrago > Rascafría | Buitrago > Rascafría | Buitrago > Rascafría | Buitrago > Rascafría | Buitrago > Rascafría | Buitrago > Rascafría | Buitrago > Rascafría | Buitrago > Rascafría | Rascafría > Buitrago | Rascafría > Buitrago | Rascafría > Buitrago | Rascafría > Buitrago | Rascafría > Buitrago | Rascafría > Buitrago | Rascafría > Buitrago | Rascafría > Buitrago | Rascafría > Buitrago | Rascafría > Buitrago | Rascafría > Buitrago | Rascafría > Buitrago |
| Buitrago                                | Lozoyuela            | Cuadrón              | Garganta             | Canencia             | Tomillar             | Lozoya               | Pinilla              | Alameda              | Oteruelo             | Rascafría            | Paular               | Paular               | Rascafría            | Oteruelo             | Alameda              | Pinilla              | Lozoya               | Tomillar             | Canencia             | Garganta             | Cuadrón              | Lozoyuela            | Buitrago             |
|                                         |                      |                      |                      |                      |                      |                      |                      |                      |                      |                      |                      |                      | 05:45                | 05:50                | 05:55                | 06:00                | 06:05                | 06:10                | 06:20                | 06:30                | 06:40                | 06:45                | 06:55                |
| 07:30                                   | 07:40                | 07:45                | 07:55                | →                    | 08:05                | 08:10                | 08:15                | 08:20                | 08:25                | 08:30                | 08:40                | 09:10                | 09:13                | 09:18                | 09:23                | 09:31                | 09:33                | 09:38                | →                    | 09:48                | 09:58                | 10:03                | 10:13                |
| 10:30                                   | 10:40                | 10:45                | 10:55                | →                    | 11:05                | 11:10                | 11:15                | 11:20                | 11:25                | 11:30                | 11:40                | 11:54                | 11:57                | 12:02                | 12:07                | 12:12                | 12:17                | 12:22                | →                    | 12:32                | 12:42                | 12:47                | 12:57                |
| 13:40                                   | 13:50                | 13:55                | 14:05                | 14:15                | 14:25                | 14:30                | 14:35                | 14:40                | 14:45                | 14:50                |                      | 15:10                | 15:13                | 15:18                | 15:23                | 15:28                | 15:33                | 15:38                | →                    | 15:48                | 15:58                | 16:03                | 16:13                |
| 17:30                                   | 17:40                | 17:45                | 17:55                | 18:05                | 18:15                | 18:20                | 18:25                | 18:30                | 18:35                | 18:40                | 18:50                | 19:00                | 19:03                | 19:08                | 19:13                | 19:18                | 19:23                | 19:28                | 19:38                | 19:48                | 19:58                | 20:03                | 20:13                |
| 20:30                                   | 20:40                | 20:45                | 20:55                | →                    | 21:05                | 21:10                | 21:15                | 21:20                | 21:25                | 21:30                |                      |                      | 21:40                | 21:45                | 21:50                | 21:55                | 22:00                | 22:05                | →                    | 22:15                | 22:25                | 22:30                | 22:40                |
| Todo el año                             |                      |                      |                      |                      |                      |                      |                      |                      |                      |                      |                      |                      |                      |                      |                      |                      |                      |                      |                      |                      |                      |                      |                      |
| Sábados laborables, domingos y festivos |                      |                      |                      |                      |                      |                      |                      |                      |                      |                      |                      |                      |                      |                      |                      |                      |                      |                      |                      |                      |                      |                      |                      |
| Buitrago > Rascafría                    | Buitrago > Rascafría | Buitrago > Rascafría | Buitrago > Rascafría | Buitrago > Rascafría | Buitrago > Rascafría | Buitrago > Rascafría | Buitrago > Rascafría | Buitrago > Rascafría | Buitrago > Rascafría | Buitrago > Rascafría | Buitrago > Rascafría | Rascafría > Buitrago | Rascafría > Buitrago | Rascafría > Buitrago | Rascafría > Buitrago | Rascafría > Buitrago | Rascafría > Buitrago | Rascafría > Buitrago | Rascafría > Buitrago | Rascafría > Buitrago | Rascafría > Buitrago | Rascafría > Buitrago | Rascafría > Buitrago |
| Buitrago                                | Lozoyuela            | Cuadrón              | Garganta             | Canencia             | Tomillar             | Lozoya               | Pinilla              | Alameda              | Oteruelo             | Rascafría            | Paular               | Paular               | Rascafría            | Oteruelo             | Alameda              | Pinilla              | Lozoya               | Tomillar             | Canencia             | Garganta             | Cuadrón              | Lozoyuela            | Buitrago             |
| 07:00                                   | 07:10                | 07:15                | 07:25                | 07:35                | 07:45                | 07:50                | 07:55                | 08:00                | 08:05                | 08:10                | 08:15                | 08:17                | 08:20                | 08:25                | 08:30                | 08:35                | 08:40                | 08:45                | 08:55                | 09:05                | 09:15                | 09:20                | 09:30                |
| 20:50                                   | 21:00                | 21:05                | 21:15                | 21:25                | 21:35                | 21:40                | 21:45                | 21:50                | 21:55                | 22:00                | 22:05                | 22:07                | 22:10                | 22:15                | 22:20                | 22:25                | 22:30                | 22:35                | 22:45                | 22:55                | 23:05                | 23:10                | 23:20                |

1. 1 2  Por Canencia
2. 1 2 3 4 5  Continúa/procede de El Paular
3. 1 2 3 4 5 6  Por Canencia, continúa/procede de El Paular

## Recorrido y paradas

### Sentido Rascafría
La línea inicia su recorrido en la Avenida de Madrid de Buitrago del Lozoya, donde se establece correspondencia con las líneas 191A, 191B, 191C, 191D, 191E, 195A 195B 911 y 912.(operadas por ALSA) 
Sale por esta avenida en dirección sur abandonando el casco urbano de Buitrago del Lozoya al salir a la A-1, autovía por la que circula hasta la salida de Lozoyuela, localidad al que da servicio con 4 paradas. Desde esta localidad sale por la carretera M-604.
Circulando por esta carretera y saliendo en ocasiones de la misma hacia los cascos urbanos, da servicio a Garganta de los Montes (6 paradas), Lozoya (1 parada), Pinilla del Valle (3 paradas), Alameda del Valle (3 paradas), Oteruelo del Valle (1 parada) y Rascafría (2 paradas), donde tiene su cabecera.
| Código                                                               | Zona | Localidad              | Denominación                                        | Ubicación                             | Líneas de la parada                        |
| -------------------------------------------------------------------- | ---- | ---------------------- | --------------------------------------------------- | ------------------------------------- | ------------------------------------------ |
| 12545                                                                |      | Buitrago del Lozoya    | Avenida de Madrid - Calle Real                      | Avenida de Madrid Nº10                | 191 191D 191E 194A 195A 196 VAC-157VAC-242 |
| 11293                                                                |      | Buitrago del Lozoya    | Avenida de Madrid - Centro de Estudios              | Avenida de Madrid Nº43                | 191 191D 191E 194A 195A 196 199A           |
| 15770                                                                |      | Buitrago del Lozoya    | Avenida de Madrid - Carretera de Mangirón           | Avenida de Madrid Nº113               | 191 191E 194A 195A                         |
| 11736                                                                |      | Lozoyuela              | Carretera de Torrelaguna - Guardia Civil            | Avenida de Madrid Nº16                | 191 194 194A 195 195A 195B 196             |
| 10347                                                                |      | Lozoyuela              | Avenida de Madrid - Ayuntamiento                    | Avenida de Madrid Nº82                | 191 194 194A 195 195A 195B 196 VAC-242     |
| 11044                                                                |      | Lozoyuela              | Avenida de Madrid - Urbanización Los Terreros       | Avenida de Madrid Nº136               | 191 191E 194 194A 195 195A 195B 196        |
| 12018                                                                |      | Lozoyuela              | Calle de Prados Quemados - Carretera de la estación | Calle de Prados Quemados Nº10         | 191 194 194A 195 195A 195B 196             |
| 10350                                                                |      | El Cuadrón             | Carretera M-604 - El Cuadrón                        | Carretera de Rascafría km. 2,8        | 194 194A 195 195A                          |
| 10352                                                                |      | Garganta de los Montes | Carretera M-604 - Cruce de Garganta                 | Carretera de M-969 km. 0,1            | 194 194A 195 195A 195B                     |
| 18199                                                                |      | Garganta de los Montes | Carretera M-969 - Prados Redondos                   | Carretera M-969 S/N.º                 | 194 194A 195 195A 195B                     |
| 20423                                                                |      | Garganta de los Montes | Garganta de los Montes - Calle de San Isidro        | Calle de San Isidro Nº30              | 194 194A 195 195A 195B                     |
| 18200                                                                |      | Garganta de los Montes | Carretera M-969 - Prados Redondos                   | Carretera M-969 S/N.º                 | 194 194A 195 195A 195B                     |
| 10351                                                                |      | Garganta de los Montes | Carretera M-604 - Cruce de Garganta                 | Carretera M-969 km. 0,1               | 194 194A 195A 195B                         |
| Los servicios que entran en Canencia no realizan esta parada         |      |                        |                                                     |                                       |                                            |
| 10357                                                                |      | Garganta de los Montes | Carretera M-604 - Cruce de Canencia                 | Carretera de Rascafría km. 6,5        | 194 194A 195A                              |
| Paradas de los servicios que entran en Canencia                      |      |                        |                                                     |                                       |                                            |
| 10356                                                                |      | Garganta de los Montes | Carretera M-629 - Cruce de Canencia                 | Carretera de Canencia km. 21,6        | 194 194A 195 195A 195B                     |
| 10360                                                                |      | Canencia               | Canencia - Plaza de la Constitución                 | Plaza de la Constitución Nº16         | 194 194A 195 195A 195B                     |
| 11028                                                                |      | Garganta de los Montes | Carretera M-629 - Cruce de Canencia                 | Carretera de Canencia km. 21,6        | 194 194A 195 195A                          |
| Paradas del itinerario normal                                        |      |                        |                                                     |                                       |                                            |
| 20809                                                                |      | Gargantilla del Lozoya | Carretera M-604 - Urbanización El Tomillar          | Carretera de Rascafría km. 7,3        | 194 194A 195 195A                          |
| 10362                                                                |      | Gargantilla del Lozoya | Carretera M-604 - Cruce de Gargantilla              | Carretera de Gargantilla a Lozoya Nº2 | 194 194A                                   |
| 10368                                                                |      | Lozoya                 | Carretera M-604 - Lozoya                            | Carretera de Rascafría km. 13,8       | 194 194A                                   |
| 12492                                                                |      | Pinilla del Valle      | Pinilla del Valle - Colegio                         | Calle del Canal de Isabel II Nº1      | 194 194A                                   |
| 10369                                                                |      | Pinilla del Valle      | Pinilla del Valle - Ayuntamiento                    | Plaza del Gobernador Nº1              | 194 194A                                   |
| 12491                                                                |      | Pinilla del Valle      | Pinilla del Valle - Colegio                         | Calle del Canal de Isabel II Nº900    | 194 194A                                   |
| 18151                                                                |      | Alameda del Valle      | Alameda del Valle - Calle Grande                    | Calle Grande Nº45                     | 194 194A                                   |
| 10370                                                                |      | Alameda del Valle      | Alameda del Valle - Ayuntamiento                    | Plaza de Santa Marina Nº11            | 194 194A                                   |
| 18150                                                                |      | Alameda del Valle      | Alameda del Valle - Calle Grande                    | Calle Grande Nº34                     | 194 194A                                   |
| 20681                                                                |      | Oteruelo del Valle     | Calle Real - Oteruelo del Valle                     | Calle Real Nº2                        | 194A                                       |
| 18986                                                                |      | Rascafría              | Rascafría - Avenida del Valle                       | Avenida del Valle Nº40                | 194 194A                                   |
| 17995                                                                |      | Rascafría              | Rascafría - Avenida de El Paular                    | Avenida de El Paular Nº29             | 194A                                       |
| Los servicios que continúan a El Paular realizan la siguiente parada |      |                        |                                                     |                                       |                                            |
| 17053                                                                |      | Rascafría              | Carretera M-604 - Avenida de Monasterio El Paular   | Carretera M-604 Nº1                   | 194A819                                    |

1. 1 2 3 4  Sólo permite el descenso de viajeros
2. ↑  Sólo permite la subida de viajeros
3. 1 2  A pesar de que la denominación sugiera que la parada está en la carretera M-604, su ubicación se encuentra en la carretera M-969

### Sentido Buitrago del Lozoya
El recorrido en dirección a Buitrago del Lozoya es igual al de ida.
| Código                                                                   | Zona | Localidad              | Denominación                                        | Ubicación                          | Líneas de la parada                        |
| ------------------------------------------------------------------------ | ---- | ---------------------- | --------------------------------------------------- | ---------------------------------- | ------------------------------------------ |
| Los servicios que proceden de El Paular comienzan en la siguiente parada |      |                        |                                                     |                                    |                                            |
| 17997                                                                    |      | Rascafría              | Carretera M-604 - Avenida de Monasterio El Paular   | Carretera M-604 Nº1                | 194A 819                                   |
| Paradas del itinerario normal                                            |      |                        |                                                     |                                    |                                            |
| 17996                                                                    |      | Rascafría              | Rascafría - Avenida de El Paular                    | Avenida de El Paular Nº29          | 194A                                       |
| 18985                                                                    |      | Rascafría              | Rascafría - Avenida del Valle                       | Avenida del Valle Nº40             | 194 194A                                   |
| 20681                                                                    |      | Oteruelo del Valle     | Calle Real - Oteruelo del Valle                     | Calle Real Nº2                     | 194A                                       |
| 18151                                                                    |      | Alameda del Valle      | Alameda del Valle - Calle Grande                    | Calle Grande Nº45                  | 194 194A                                   |
| 10370                                                                    |      | Alameda del Valle      | Alameda del Valle - Ayuntamiento                    | Plaza de Santa Marina Nº11         | 194 194A                                   |
| 18150                                                                    |      | Alameda del Valle      | Alameda del Valle - Calle Grande                    | Calle Grande Nº34                  | 194 194A                                   |
| 12492                                                                    |      | Pinilla del Valle      | Pinilla del Valle - Colegio                         | Calle del Canal de Isabel II Nº1   | 194 194A                                   |
| 10369                                                                    |      | Pinilla del Valle      | Pinilla del Valle - Ayuntamiento                    | Plaza del Gobernador Nº1           | 194 194A                                   |
| 12491                                                                    |      | Pinilla del Valle      | Pinilla del Valle - Colegio                         | Calle del Canal de Isabel II Nº900 | 194 194A                                   |
| 10367                                                                    |      | Lozoya                 | Carretera M-604 - Lozoya                            | Avenida de Lozoya Nº15             | 194 194A                                   |
| 10361                                                                    |      | Gargantilla del Lozoya | Carretera de Gargantilla a Lozoya Nº4               | Carretera de Rascafría km. 7,3     | 194 194A                                   |
| 20810                                                                    |      | Gargantilla del Lozoya | Carretera M-604 - Urbanización El Tomillar          | Carretera de Rascafría km. 7,3     | 194 194A 195 195B                          |
| Paradas de los servicios que entran en Canencia                          |      |                        |                                                     |                                    |                                            |
| 10356                                                                    |      | Garganta de los Montes | Carretera M-629 - Cruce de Canencia                 | Carretera de Canencia km. 21,6     | 194 194A 195 195A 195B                     |
| 10360                                                                    |      | Canencia               | Canencia - Plaza de la Constitución                 | Plaza de la Constitución Nº16      | 194 194A 195 195A 195B                     |
| Paradas del itinerario normal                                            |      |                        |                                                     |                                    |                                            |
| 10358                                                                    |      | Garganta de los Montes | Carretera M-604 - Cruce de Canencia                 | Carretera de Rascafría km. 6,5     | 194 194A 195 195B                          |
| 10352                                                                    |      | Garganta de los Montes | Carretera M-604 - Cruce de Garganta                 | Carretera de M-969 km. 0,1         | 194 194A 195 195A 195B                     |
| 18199                                                                    |      | Garganta de los Montes | Carretera M-969 - Prados Redondos                   | Carretera M-969 S/N.º              | 194 194A 195 195A 195B                     |
| 20423                                                                    |      | Garganta de los Montes | Garganta de los Montes - Calle de San Isidro        | Calle de San Isidro Nº30           | 194 194A 195 195A 195B                     |
| 18200                                                                    |      | Garganta de los Montes | Carretera M-969 - Prados Redondos                   | Carretera M-969 S/N.º              | 194 194A 195 195A 195B                     |
| 10354                                                                    |      | Garganta de los Montes | Carretera M-604 - Cruce de Garganta                 | Carretera de Rascafría km. 5,9     | 194 194A 195 195B                          |
| 10349                                                                    |      | El Cuadrón             | Carretera M-604 - El Cuadrón                        | Carretera de Rascafría Nº1         | 194 194A 195 195B                          |
| 11736                                                                    |      | Lozoyuela              | Carretera de Torrelaguna - Guardia Civil            | Avenida de Madrid Nº16             | 191 194 194A 195 195A 195B 196             |
| 10347                                                                    |      | Lozoyuela              | Avenida de Madrid - Ayuntamiento                    | Avenida de Madrid Nº82             | 191 194 194A 195 195A 195B 196 VAC-242     |
| 11044                                                                    |      | Lozoyuela              | Avenida de Madrid - Urbanización Los Terreros       | Avenida de Madrid Nº136            | 191 191E 194 194A 195 195A 195B 196        |
| 12018                                                                    |      | Lozoyuela              | Calle de Prados Quemados - Carretera de la estación | Calle de Prados Quemados Nº10      | 191 194 194A 195 195A 195B 196             |
| 15769                                                                    |      | Buitrago del Lozoya    | Avenida de Madrid - Carretera de Mangirón           | Avenida de Madrid Nº99             | 191 191D 191E 194A 195B 196 199A           |
| 12546                                                                    |      | Buitrago del Lozoya    | Avenida de Madrid - Centro de Estudios              | Avenida de Madrid Nº39             | 191 191D 191E 194A 195B 196 199A           |
| 12545                                                                    |      | Buitrago del Lozoya    | Avenida de Madrid - Calle Real                      | Avenida de Madrid Nº10             | 191 191D 191E 194A 195A 196 VAC-157VAC-242 |

1. ↑  A pesar de que la denominación sugiera que la parada está en la carretera M-604, su ubicación se encuentra en la carretera M-969
2. ↑  Sólo permite la subida de viajeros
3. 1 2  Sólo permite el descenso de viajeros

## Tarifas
Aquí se muestran las tarifas de la línea:

### Billetes sencillos
| OrigenDestino | C2    |
| C2            | 1,3 € |

### Abonos transporte
- En caso de portar un abono inferior a la zona tarifaria de destino, se deberá abonar un suplemento. Dicho suplemento corresponde a la diferencia entre un billete sencillo hacia la corona tarifaria de destino y un billete sencillo a la corona tarifaria del abono portado. Esta restricción también aplica a los abonos interzonales.
- No es válido el abono correspondiente a la zona , por lo que es necesario abonar el billete sencillo correspondiente a la parada de destino.
- A pesar de que las coronas tarifarias ,  y  tengan el mismo coste en el abono transporte, su uso en zonas tarifarias que no es la correspondiente no es válido y se deberá abonar el suplemento mencionado anteriormente. Es por esto que los usuarios de las coronas tarifarias  o  deberán recargar un abono de la corona  al mismo coste que las anteriores para evitar confusión.
- El abono joven y de la tercera edad son válidos para toda la línea.

Para más información, consultar la página oficial del CRTM.